# Леконт, Бенжамен
Бенжаме́н Паска́ль Леко́нт (фр. Benjamin Pascal Lecomte; 26 апреля 1991, Париж, Франция) — французский футболист, вратарь клуба «Монпелье».

## Карьера
26 октября 2010 года Леконт дебютировал за «Лорьян» в матче Кубка лиги против «Монако». Лорьян проиграл матч по пенальти со счётом 5:3. 20 января 2011 года Леконт подписал свой профессиональный контракт с «Лорьяном» на три года. 29 июня 2017 года Леконт подписал контракт с «Монпелье», играющим в Лиге 1. 15 июля 2019 года Леконт подписал с «Монако» пятилетний контракт.

## Сборная
Леконт вызывался в молодёжные сборные в возрасте до 19 и до 20 лет. 3 сентября 2018 года Леконт был вызван в основную сборную Франции в первый раз, на матчи с Германией и Нидерландами после того, как капитан Уго Льорис был получил травму.